# The Foolish Matrons
Pour plus de détails, voir Fiche technique et Distribution.
The Foolish Matrons est un film muet américain de Maurice Tourneur et Clarence Brown, sorti en 1921.

## Synopsis
Destinée de trois femmes à New York et de leurs mariages respectifs.
Annis Grand, une actrice à succès, rencontre Ian Fraser, un jeune médecin, lors d'un accrochage automobile. Lorsque, surchargé de travail, il commence à se droguer, elle abandonne sa carrière pour l'aider.
Georgia, originaire d'une petite ville du Sud des États-Unis, se marie avec Lafayette Wayne, un avocat. Compromise avec un riche promoteur, Chester King, elle est finalement rejetée par les deux hommes.
Sheila Hopkins, une jeune journaliste, se marie pour ne pas finir vieille fille, mais elle est égocentrique et ne pense qu'à sa carrière. Tony Sheridan, son mari, se met alors à boire, et meurt après être retourné dans sa ville natale. 

## Fiche technique
- Titre original : The Foolish Matrons
- Réalisation : Maurice Tourneur et Clarence Brown
- Scénario : Wyndham Gittens, d'après le roman The Foolish Matrons de Brian Oswald Donn-Byrne
- Photographie : Charles Van Enger, Kenneth Gordon MacLean
- Production : Maurice Tourneur
- Société de production : Maurice Tourneur Productions
- Société de distribution : Associated Producers
- Pays de production :  États-Unis
- Langue originale : anglais
- Format : noir et blanc — 35 mm — 1,37:1 — Muet
- Genre : Mélodrame
- Durée : 80 minutes
- Date de sortie :
  - États-Unis : 19 juin 1921
- Licence : domaine public

## Distribution
- Hobart Bosworth : Ian Fraser
- Doris May : Georgia Wayne
- Mildred Manning : Sheila Hopkins
- Kathleen Kirkham : Annis Grand
- Betty Schade : la femme mystérieuse
- Margaret McWade : Eugenia Sheridan
- Charles Meredith : Lafayette Wayne
- Wallace MacDonald : Anthony Sheridan
- Michael Dark : Chester King
- Frankie Lee : Bobby

## Autour du film
- Ce film a fait un usage important des extérieurs à New York, dans des endroits qui n'existent plus aujourd'hui[1].